# 1535
سنة 1535 م كانت سنة بسيطة تبدأ يوم الجمعة (الرابط يظهر نموذج التقويم الكامل للسنة) من التقويم اليولياني.

## أحداث
- 1538-1535: أعاد السلطان سليمان القانوني بناء أسوار القدس.
- تأسيس مدينة ناكاومي وتقع حاليا في هندوراس.
- تأسيس مدينة فيلا فاليا وتقع حاليا في البرازيل.
- 5 مارس: تأسيس مدينة تروخيلو، بيرو على يد دييغو دي ألماغرو وتقع حاليا في بيرو.
- 11 يونيو: تأسيس مدينة تولكان وتقع حاليا في الإكوادور.

## مواليد
- إيمانويل فان ميتيرن مؤرخ هولندي
- بيندكت بيريرا فيلسوف إسباني
- جوانا من النمسا
- غريغوري الرابع عشر
- فيديريكو باروتشي رسام إيطالي
- كلاوس فليمنغ
- كورنيليوس جيما عالم فلك هولندي (1578-1535)
- لورد غيلدفورد دادلي قرين ملكة إنجلترا
- ليونهارت راوولف
- يميشجي حسن باشا

## وفيات
- توماس مور